# Kraków Prokocim Towarowy
Kraków Prokocim Towarowy – kolejowa stacja towarowa w Krakowie, w dzielnicy XII Bieżanów-Prokocim, w Prokocimiu, w województwie małopolskim. Została oddana do użytku w 1942 roku przez DRG.